# Bernard I. Saský
Bernard I. Saský, něm. Bernhard I. (950? – 9. února 1011 Corvey) byl saský vévoda z dynastie Billungů.

## Život
Byl synem vévody Heřmana a po jeho smrti roku 973 převzal vévodství. Během svého života třikrát bojoval proti dánské invazi a po smrti císaře Oty III. podporoval kandidaturu míšeňského markraběte Ekkerharda. Po Ekkerhardově smrti společně s dalšími Sasy přijal Jindřicha II. jako svého pána a poté, co král složil slib, že nezkrátí jejich práva, předal mu Bernard posvátné kopí. Zemřel roku 1011 a byl pohřben v kostele sv. Michala v Lüneburgu.